# Igor Rostorockij
Igor Dmitrijevič Rostorockij (Rastorockij) (* 4. února 1962 Anapa) je bývalý sovětský a ruský zápasník – klasik.

## Sportovní kariéra
Se zápasením začínal v Novorossijsku pod vedením Jurije Gordějeva. Specializoval se na zápas řecko-římský. Od juniorského věku se vrcholově připravoval v Karagandě a pro Kazašskou SSR vybojoval všechny své mezinárodní tituly. V roce 1984 prohrál sovětskou olympijskou nominaci na olympijské hry v Los Angeles s Jevgenijem Arťuchinem.
V roce 1987 v únoru na sovětském mistrovství porazil ve finále devatenáctiletého Alexandra Karelina. Ve spojitosti s Karelinem tak jeho jméno vešlo ve všeobecnou známost, jako posledního přemožitele Karelina do jeho památné porážky s Američanem Rulonem Gradnerem v roce 2000. V roce 1988 se jako úřadující mistr světa do sovětského olympijského výběru pro start na olympijských hrách v Soulu na úkor Karelina nevešel. Po rozpadu Sovětského svazu v roce 1991 se věnoval právnické praxi.

## Výsledky
| Turnaj             | 1981 | 1982 | 1983 | 1984 | 1985 | 1986 | 1987 |
| Turnaj             | 19   | 20   | 21   | 22   | 23   | 24   | 25   |
| Turnaj             | +100 | +100 | +100 | +100 | -130 | -130 | -130 |
| ------------------ | ---- | ---- | ---- | ---- | ---- | ---- | ---- |
| Olympijské hry     |      |      |      | —    |      |      |      |
| Mistrovství světa  | —    | —    | —    |      | 1.   | —    | 1.   |
| Mistrovství Evropy | —    | —    | —    | 3.   | 1.   | —    | 1.   |
| ME nadějí          |      | 1.   |      |      |      |      |      |
| MS juniorů         | 1.   |      |      |      |      |      |      |